# Warhammer 40.000: Fire Warrior
Warhammer 40.000: Fire Warrior ist ein Ego-Shooter von Kuju Entertainment für Windows und PlayStation 2. Es entstand im Auftrag des US-amerikanischen Publishers THQ und basiert auf dem Tabletop Warhammer 40.000 von Games Workshop. Das Spiel kam erstmals im Oktober 2003 auf den Markt.

## Handlung
Der Spieler schlüpft in die Rolle von Shas'la Kais, eines jungen Feuerkriegers aus dem außerirdischen Volk der Tau, dessen Welt von imperialen Truppen der Menschheit überfallen wird. Das Spiel beginnt mit Kais' Transport an die Front und behandelt die Ereignisse der folgenden 24 Stunden. Als der Anführer der Tau von den imperialen Truppen entführt wird, begibt sich Kais auf eine Mission zu seiner Rettung.

## Spielprinzip
Fire Warrior besteht in der Einzelspielerkampagne aus 20 linear aufgebauten Leveln mit rund 30–60 Minuten Spielzeit, durch die sich der Spieler im Stil eines Ego-Shooters gegen eine Überzahl an feindlichen Einheiten hindurchkämpft. Die Spielfigur kann zwei Waffen mit sich führen, wovon die Primärwaffe unveränderlich ist und mit der Zeit an Stärke gewinnt. Die Sekundärwaffe kann hingegen ausgetauscht werden. Zur Wahl stehen verschiedene Waffentypen wie Sturmgewehre, Schrotgewehre, Raketenwerfer, Scharfschützengewehre oder Pulskanonen. Das Spiel arbeitet mit einem Checkpoint-System und erlaubt kein freies Speichern. Missionen bestehen meist aus dem Ausschalten aller Gegner und der Suche nach Schaltern oder Schlüsseln zum Öffnen blockierter Passagen.
Der Mehrspielermodus für bis zu vier Spieler bietet die Spielvarianten, Deathmatch, Team Deathmatch und Capture the Flag, die sowohl im Splitscreen als auch online gespielt werden können. Im Splitscreen stehen pro Modus zwei Karten zur Auswahl, im Online-Spiel vier.

## Rezeption
Warhammer 40.000: Fire Warrior erhielt gemischte bis negative Kritiken (Metacritic: 47 von 100 (WIN)/ 64 (PS2)).

“Fire Warrior takes a standard first-person adventure and does a good job of providing a continuous adventure in an established world. The look and feel of Warhammer 40,000 and solid design combine for a fun, if a bit brainless, bit of FPS action. Hardcore FPS fans will find little new here, but it's perfect for fans of the original game and others looking for a quick shoot-em-up. Since all of the options that normally accompany a FPS title have been stripped from the game, this is definitely for the casual gamer or an extreme fan of the original strategy game.”

„Fire Warrior nimmt sich ein handelsübliches First-Person-Abenteuer und leistet gute Arbeit darin, ein fortlaufendes Abenteuer in einer etablierten Welt abzuliefern. Das Design und die Stimmung von Warhammer 40.000 und das solide Gamedesign verbinden sich zu einem spaßigen, wenngleich ein wenig hirnlosen Stück FPS-Action. Hardcore-FPS-Fan werden hier wenig Neues finden, aber es ist perfekt für Fans des Originalspiels und andere, die nach einem schnellen Shoot 'em up suchen. Da alle Funktionen, die normalerweise zu einem FPS gehören, aus dem Spiel entfernt wurden, richtet es sich definitiv an Gelegenheitsspieler oder absolute Fans des original Strategiespiels.“

„Warhammer 40k Fire Warrior kommt ungefähr zwei bis drei Jahre zu spät. Sowohl von der technischen als auch von der spielerischen Seite her betrachtet.“

## Roman zum Spiel
- Simon Spurrier: Fire Warrior. Black Library, Nottingham 2003, ISBN 1-84416-010-6.